# Rytidosperma oreoboloides
Rytidosperma oreoboloides là một loài thực vật có hoa trong họ Hòa thảo. Loài này được (F.Muell.) H.P.Linder miêu tả khoa học đầu tiên năm 1996.